# Unione Sportiva Fiorenzuola 1922 1990-1991
Questa pagina raccoglie le informazioni riguardanti l'Unione Sportiva Fiorenzuola 1922 nelle competizioni ufficiali della stagione 1990-1991.

## Stagione
Nella stagione 1990-1991 il Fiorenzuola disputa il primo campionato di Serie C2 della sua storia, venendo inserito nel girone B, mentre in Coppa Italia Serie C, affrontata anch'essa per la prima volta, viene inserito nel girone B insieme a Legnano, Solbiatese, Varese, Pro Sesto e Saronno e Piacenza, con il derby piacentino che ritorna dopo quasi sessant'anni (l'ultimo precedente risaliva alla Prima Divisione 1932-1933).
L'allenatore della promozione, Marco Torresani, viene sostituito dal più esperto Gianni Seghedoni, allenatore che vanta un'esperienza ventennale tra Serie A, B e C. Oltre all'allenatore, se ne va gran parte del gruppo dell'anno precedente con le conferme che si limitano a sei elementi.
Il debutto stagionale avviene il 19 agosto ed è un pareggio per 1-1 in casa del Legnano nella prima giornata della fase a gironi del primo turno di Coppa Italia Serie C. Il debutto casalingo, avvenuto nel turno successivo, il 22 agosto con la sconfitta per 1-0 ad opera del Varese, viene disputato allo Stadio della Galleana di Piacenza a causa dell'indisponibilità del Comunale, soggetto a lavori per renderlo adeguato alla nuova categoria. Il derby col Piacenza, disputato il 26 agosto, si chiude per 4-0 a favore dei biancorossi, la giornata successiva arriva la prima, storica, vittoria tra i professionisti con il 2-0 casalingo sul Saronno.  Il Fiorenzuola termina il girone, dominato dal Piacenza, al quinto posto con 6 punti al pari di Pro Sesto e Saronno, venendo così eliminato dalla competizione.
Il debutto in campionato avviene, a causa della perdurante indisponibilità del Comunale, allo stadio di Salsomaggiore, il 16 settembre, contro il Pergocrema e vede la vittoria dei rossoneri per 1-0 con gol di Stefano Pompini. Fino a novembre tutte le partite casalinghe si disputano nella città termale, poi viene riaperto il Comunale, inizialmente solo con la tribuna. I lavori allo stadio terminano per il 30 dicembre quando, in occasione del pareggio per 1-1 contro il Cittadella, viene inaugurata la nuova gradinata.
A fine stagione il Fiorenzuola ottiene una salvezza anticipata classificandosi all'ottavo posto in classifica, con 34 punti, frutto di 7 vittorie e ben 20 pareggi. Il giocatore più presente è Silvano Mazzi con 34 presenze, mentre il capocannoniere è Stefano Pompini con 11 reti.

## Rosa
Sono in corsivo i giocatori che hanno lasciato la società durante la stagione.
| N. |                   | Ruolo | Calciatore              |
| -- | ----------------- | ----- | ----------------------- |
|    | Italia (bandiera) | P     | Massimo Burgazzi        |
|    | Italia (bandiera) | P     | Roberto Serena          |
|    | Italia (bandiera) | D     | Andrea Albertazzi       |
|    | Italia (bandiera) | D     | Domenico Baldacci       |
|    | Italia (bandiera) | D     | Daniele Barbui          |
|    | Italia (bandiera) | D     | Vito Bottone            |
|    | Italia (bandiera) | D     | Rocco Crippa            |
|    | Italia (bandiera) | D     | Gianbattista Lombardini |
|    | Italia (bandiera) | D     | Camillo Milani          |
|    | Italia (bandiera) | C     | Stefano Colombari       |
|    | Italia (bandiera) | C     | Ferdinando Fornasier    |
|    | Italia (bandiera) | C     | Tiberio Loda            |

| N. |                   | Ruolo | Calciatore               |
| -- | ----------------- | ----- | ------------------------ |
|    | Italia (bandiera) | C     | Silvano Mazzi (capitano) |
|    | Italia (bandiera) | C     | Marcello Oliveti         |
|    | Italia (bandiera) | C     | Massimo Pedrazzini       |
|    | Italia (bandiera) | C     | Marco Pozzi              |
|    | Italia (bandiera) | C     | Armando Quaresmini       |
|    | Italia (bandiera) | C     | Roberto Santini          |
|    | Italia (bandiera) | C     | Stefano Sodero           |
|    | Italia (bandiera) | A     | Carlo Ghezzi             |
|    | Italia (bandiera) | A     | Stefano Pompini          |
|    | Italia (bandiera) | A     | Matteo Rastelli          |
|    | Italia (bandiera) | A     | Massimo Spezia           |

## Calciomercato

### Sessione estiva
Della squadra che aveva ottenuto la promozione la stagione precedente vengono confermati solo Pompini, Albertazzi, Crippa, Pedrazzini,
Santini e Quaresmini. Tutti gli altri giocatori sono lasciati liberi di accasarsi in altre squadre.
I nuovi acquisti sono Stefano Sodero, centrocampista proveniente dal Cuoiopelli, l'attaccante Massimo Spezia, proveniente dal Carpi, Daniele Barbui e Gianbattista Lombardini dalla Pro Vercelli, il difensore Domenico Baldacci dal Suzzara, il centrocampista Silvano Mazzi dal Mantova, il fantasista Marco Pozzi dalla Pro Sesto e il portiere Roberto Serena dal Nola.
| Acquisti | Acquisti                | Acquisti     | Acquisti |
| R.       | Nome                    | da           | Modalità |
| -------- | ----------------------- | ------------ | -------- |
| P        | Roberto Serena          | Nola         |          |
| D        | Domenico Baldacci       | Suzzara      |          |
| D        | Daniele Barbui          | Pro Vercelli |          |
| D        | Giambattista Lombardini | Pro Vercelli |          |
| C        | Silvano Mazzi           | Mantova      |          |
| C        | Marco Pozzi             | Pro Sesto    |          |
| C        | Stefano Sodero          | Cuoiopelli   |          |
| A        | Massimo Spezia          | Carpi        |          |

| Cessioni | Cessioni           | Cessioni      | Cessioni      |
| R.       | Nome               | a             | Modalità      |
| -------- | ------------------ | ------------- | ------------- |
| P        | Massimo Meani      | Modena        | fine prestito |
| D        | Agostino Pecorario | Legnano       |               |
| D        | Claudio Pozzi      | Sant'Angelo   |               |
| D        | Giuseppe Ravasi    | Brescello     |               |
| C        | Dario Cisco        | Belluno       |               |
| C        | Fabrizio Spagnuolo | Sparta Novara |               |
| A        | Gianluca Peselli   | Pistoiese     |               |
| A        | Walter Vercesi     |               |               |

### Sessione autunnale
Durante la sessione autunnale ai aggiungono al gruppo due nuovi giocatori, il difensore Milani dal Palazzolo e il centrocampista Fornasier in prestito dal Modena, mentre viene lasciato libero il centrocampista Loda.
| Acquisti | Acquisti             | Acquisti  | Acquisti |
| R.       | Nome                 | da        | Modalità |
| -------- | -------------------- | --------- | -------- |
| D        | Camillo Milani       | Palazzolo |          |
| C        | Ferdinando Fornasier | Modena    | prestito |

| Cessioni | Cessioni     | Cessioni | Cessioni |
| R.       | Nome         | a        | Modalità |
| -------- | ------------ | -------- | -------- |
| C        | Tiberio Loda |          |          |

## Risultati

### Campionato

#### Girone di andata
| 16 settembre 1990 1ª giornata | Fiorenzuola | 1 – 0 | Pergocrema |  |

| 23 settembre 1990 2ª giornata | Leffe | 1 – 0 | Fiorenzuola |  |

| 30 settembre 1990 3ª giornata | Valdagno | 2 – 1 | Fiorenzuola |  |

| 7 ottobre 1990 4ª giornata | Fiorenzuola | 1 – 1 | SPAL |  |

| 14 ottobre 1990 5ª giornata | Pievigina | 0 – 0 | Fiorenzuola |  |

| 21 ottobre 1990 6ª giornata | Fiorenzuola | 0 – 0 | Ravenna |  |

| 4 novembre 1990 7ª giornata | Saronno | 0 – 0 | Fiorenzuola |  |

| 11 novembre 1990 8ª giornata | Fiorenzuola | 1 – 1 | Treviso |  |

| 18 novembre 1990 9ª giornata | Suzzara | 1 – 1 | Fiorenzuola |  |

| 25 novembre 1990 10ª giornata | Fiorenzuola | 0 – 1 | Virescit Bergamo |  |

| 2 dicembre 1990 11ª giornata | Lecco | 0 – 2 | Fiorenzuola |  |

| 9 dicembre 1990 12ª giornata | Fiorenzuola | 1 – 0 | Centese |  |

| 16 dicembre 1990 13ª giornata | Palazzolo | 2 – 1 | Fiorenzuola |  |

| 30 dicembre 1990 14ª giornata | Fiorenzuola | 1 – 1 | Cittadella |  |

| 6 gennaio 1991 15ª giornata | Solbiatese | 1 – 1 | Fiorenzuola |  |

| 13 gennaio 1991 16ª giornata | Fiorenzuola | 0 – 0 | Ospitaletto |  |

| 20 gennaio 1991 17ª giornata | Legnano | 0 – 0 | Fiorenzuola |  |

#### Girone di ritorno
| 3 febbraio 1991 18ª giornata | Pergocrema | 1 – 1 | Fiorenzuola |  |

| 10 febbraio 1991 19ª giornata | Fiorenzuola | 1 – 1 | Leffe |  |

| 17 marzo 1991 20ª giornata | Fiorenzuola | 0 – 0 | Valdagno |  |

| 24 febbraio 1991 21ª giornata | SPAL | 1 – 1 | Fiorenzuola |  |

| 3 marzo 1991 22ª giornata | Fiorenzuola | 2 – 0 | Pievigina |  |

| 17 marzo 1991 23ª giornata | Ravenna | 0 – 2 | Fiorenzuola |  |

| 24 marzo 1991 24ª giornata | Fiorenzuola | 2 – 2 | Saronno |  |

| 30 marzo 1991 25ª giornata | Treviso | 1 – 1 | Fiorenzuola |  |

| 7 aprile 1991 26ª giornata | Fiorenzuola | 1 – 1 | Suzzara |  |

| 14 aprile 1991 27ª giornata | Virescit Bergamo | 0 – 1 | Fiorenzuola |  |

| 28 aprile 1991 28ª giornata | Fiorenzuola | 0 – 0 | Lecco |  |

| 5 maggio 1991 29ª giornata | Centese | 1 – 0 | Fiorenzuola |  |

| 12 maggio 1991 30ª giornata | Fiorenzuola | 2 – 2 | Palazzolo |  |

| 19 maggio 1991 31ª giornata | Cittadella | 0 – 3 | Fiorenzuola |  |

| 26 maggio 1991 32ª giornata | Fiorenzuola | 0 – 0 | Solbiatese |  |

| 2 giugno 1991 33ª giornata | Ospitaletto | 1 – 0 | Fiorenzuola |  |

| 9 giugno 1991 34ª giornata | Fiorenzuola | 0 – 1 | Legnano |  |

## Statistiche

### Statistiche di squadra
| Competizione         | Punti | Totale | Totale | Totale | Totale | Totale | Totale | DR |
| Competizione         | Punti | G      | V      | N      | P      | Gf     | Gs     | DR |
| -------------------- | ----- | ------ | ------ | ------ | ------ | ------ | ------ | -- |
| Serie C2             | 34    | 34     | 7      | 20     | 7      | 28     | 23     | +5 |
| Coppa Italia Serie C |       | 6      | 1      | 3      | 2      | 5      | 8      | -3 |
| Totale               |       | 40     | 8      | 23     | 9      | 33     | 31     | +2 |

### Statistiche dei giocatori
| Giocatore     | Serie C2 | Serie C2 | Coppa Italia Serie C | Coppa Italia Serie C | Totale   | Totale |
| Giocatore     | Presenze | Reti     | Presenze             | Reti                 | Presenze | Reti   |
| ------------- | -------- | -------- | -------------------- | -------------------- | -------- | ------ |
| A. Albertazzi | 27       | 0        | ?                    | ?                    | 27+      | 0+     |
| D. Baldacci   | 22       | 0        | ?                    | ?                    | 22+      | 0+     |
| D. Barbui     | 27       | 1        | ?                    | ?                    | 27+      | 1+     |
| V. Bottone    | 2        | 0        | ?                    | ?                    | 2+       | 0+     |
| M. Burgazzi   | 1        | -1       | ?                    | ?                    | 1+       | -1+    |
| S. Colombari  | 4        | 0        | ?                    | ?                    | 4+       | 0+     |
| R. Crippa     | 31       | 0        | ?                    | ?                    | 31+      | 0+     |
| F. Fornasier  | 19       | 0        | ?                    | ?                    | 19+      | 0+     |
| C. Ghezzi     | 1        | 0        | ?                    | ?                    | 1+       | 0+     |
| T. Loda       | 1        | 0        | ?                    | ?                    | 1+       | 0+     |
| G. Lombardini | 29       | 0        | ?                    | ?                    | 29+      | 0+     |
| S. Mazzi      | 34       | 1        | ?                    | ?                    | 34+      | 1+     |
| C. Milani     | 30       | 0        | ?                    | ?                    | 30+      | 0+     |
| S. Oliveti    | 2        | 0        | ?                    | ?                    | 2+       | 0+     |
| M. Pedrazzini | 16       | 0        | ?                    | ?                    | 16+      | 0+     |
| S. Pompini    | 33       | 11       | ?                    | 1                    | 33+      | 12     |
| M. Pozzi      | 29       | 4        | ?                    | ?                    | 29+      | 4+     |
| A. Quaresmini | 11       | 0        | ?                    | ?                    | 11+      | 0+     |
| M. Rastelli   | 1        | 0        | ?                    | ?                    | 1+       | 0+     |
| R. Santini    | 29       | 2        | ?                    | 1                    | 29+      | 3      |
| R. Serena     | 33       | -22      | ?                    | ?                    | 33+      | -22+   |
| S. Sodero     | 10       | 0        | ?                    | 1                    | 10+      | 1      |
| M. Spezia     | 32       | 6        | ?                    | 1                    | 32+      | 7      |